# Nyctinomops
Nyctinomops és un gènere de ratpenats de la família dels molòssids que es troba a Amèrica.

## Taxonomia
- Ratpenat cuallarg de Peale (Nyctinomops aurispinosus)
- Ratpenat cuallarg del desert (Nyctinomops femorosaccus)
- Ratpenat cuallarg de Yucatán (Nyctinomops laticaudatus)
- Ratpenat cuallarg gros americà (Nyctinomops macrotis)